# 高崎白衣大観音

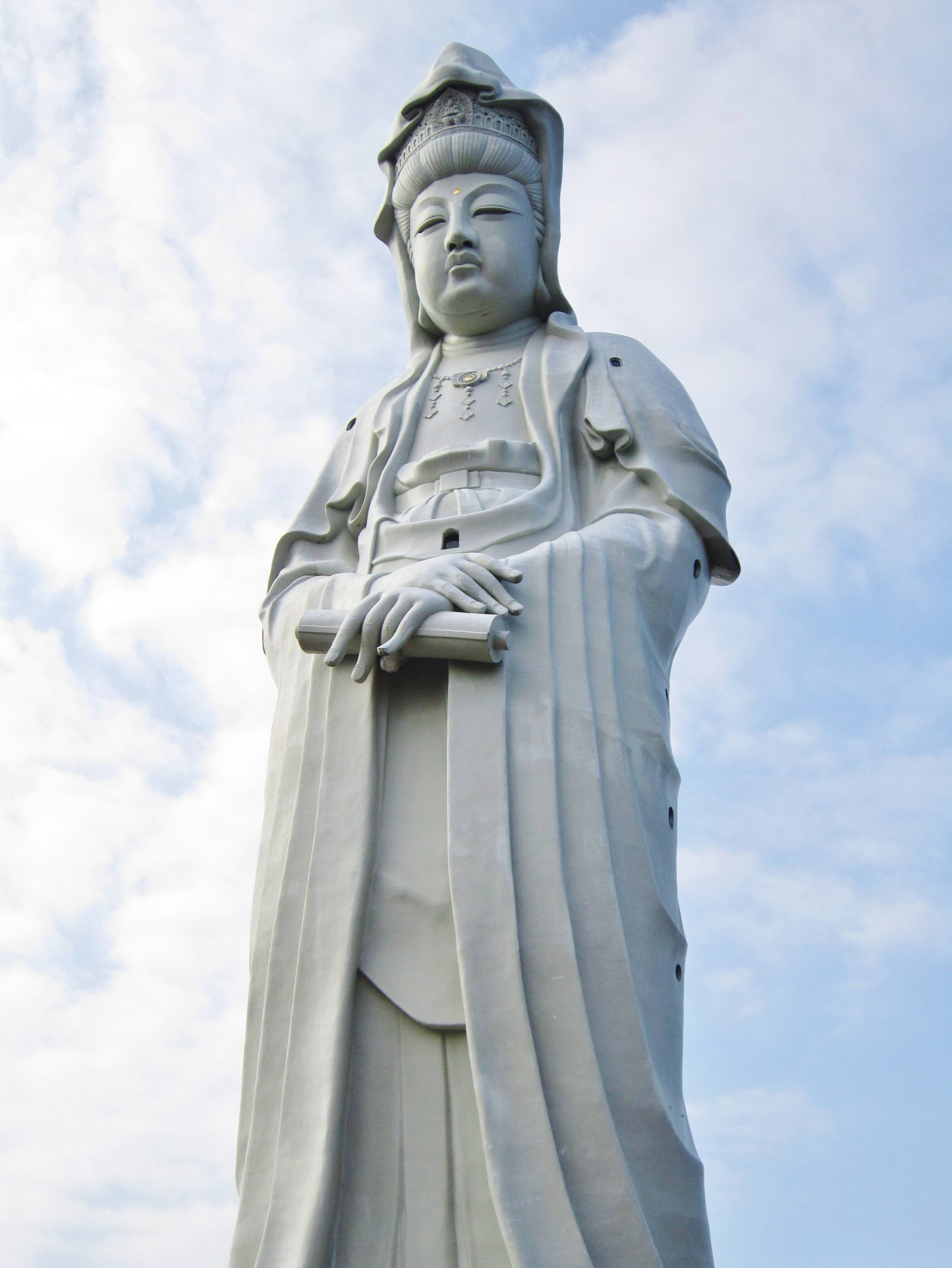
高崎白衣大観音

高崎白衣大観音（たかさきびゃくえだいかんのん、たかさきびゃくいだいかんのん）は、群馬県高崎市の高崎観音山丘陵にある大観音（白衣観音）像である。

## 概要
観音山の山頂、標高190mの地点（高野山真言宗慈眼院の境内）にあり、最上階（観音像の肩部分）からは高崎市街地や群馬県の主な山々、さらには八ヶ岳等まで一望できる。通称「高崎観音（たかさきかんのん）」。高崎市民は「観音様」、「白衣観音」と呼んでいる。市民や県民は、白衣（びゃくい）観音と発音し、白衣（びゃくえ）の呼び名を使う人は少ない。群馬県の郷土かるた「上毛かるた」では「白衣観音」に「びゃくいかんのん」と振り仮名があるので、その影響が少なくないと思われる。
1936年（昭和11年）、実業家で井上工業初代社長の井上保三郎が建立した鉄筋コンクリート製の観音像で、高さ41.8メートル、重さは5,985トン。建立当時は世界最大の観音像だった。高崎に駐屯していた大日本帝国陸軍歩兵第15連隊の戦没者を慰霊するとともに、観光地とすることが目的だった。現在は年5万 - 6万人程度が拝観する。内部に入ることもできる。146段の階段が9層を結んでおり、20体の仏像が安置されている。原型製作は伊勢崎市出身の鋳金工芸作家・森村酉三（日展・無鑑査）によるもので、黒川竜玉が施行の指揮をとった。その原型を森村酉三のアトリエから井上工業東京支店まで自転車で運んだのが、当時井上工業に在籍していた若かりし頃の田中角栄である。

## 歴史
- 1936年（昭和11年） - 建立。同年10月20日 開眼供養。
- 1937年（昭和12年） - 高崎観光協会が設立され、同観音を中心とする観光地化が始まる。
- 1938年（昭和13年） - 同観音を高崎市に寄付。
- 1941年（昭和16年） - 慈眼院が現在の場所へ移築、同観音が同院本尊の前仏となる。
- 1950年（昭和25年） - 毎日新聞社の観光地百選に入選。
- 1961年（昭和36年） - 高崎フェアリーランド（後のカッパピア）開園。
- 1995年（平成7年） - 大改修が行われる。
- 2000年（平成12年） - 高崎白衣大観音像として国の登録有形文化財に登録。
- 2011年（平成23年） - 地元NPO法人によって赤い糸祈願祭が行われる[6]。

## 交通アクセス
高崎駅西口から高崎市内循環バス「ぐるりん」観音山線（農二・染料植物園コースまたは片岡・観音山コース）に乗車、「白衣観音前」停留所下車。所要約25分。

## 画像

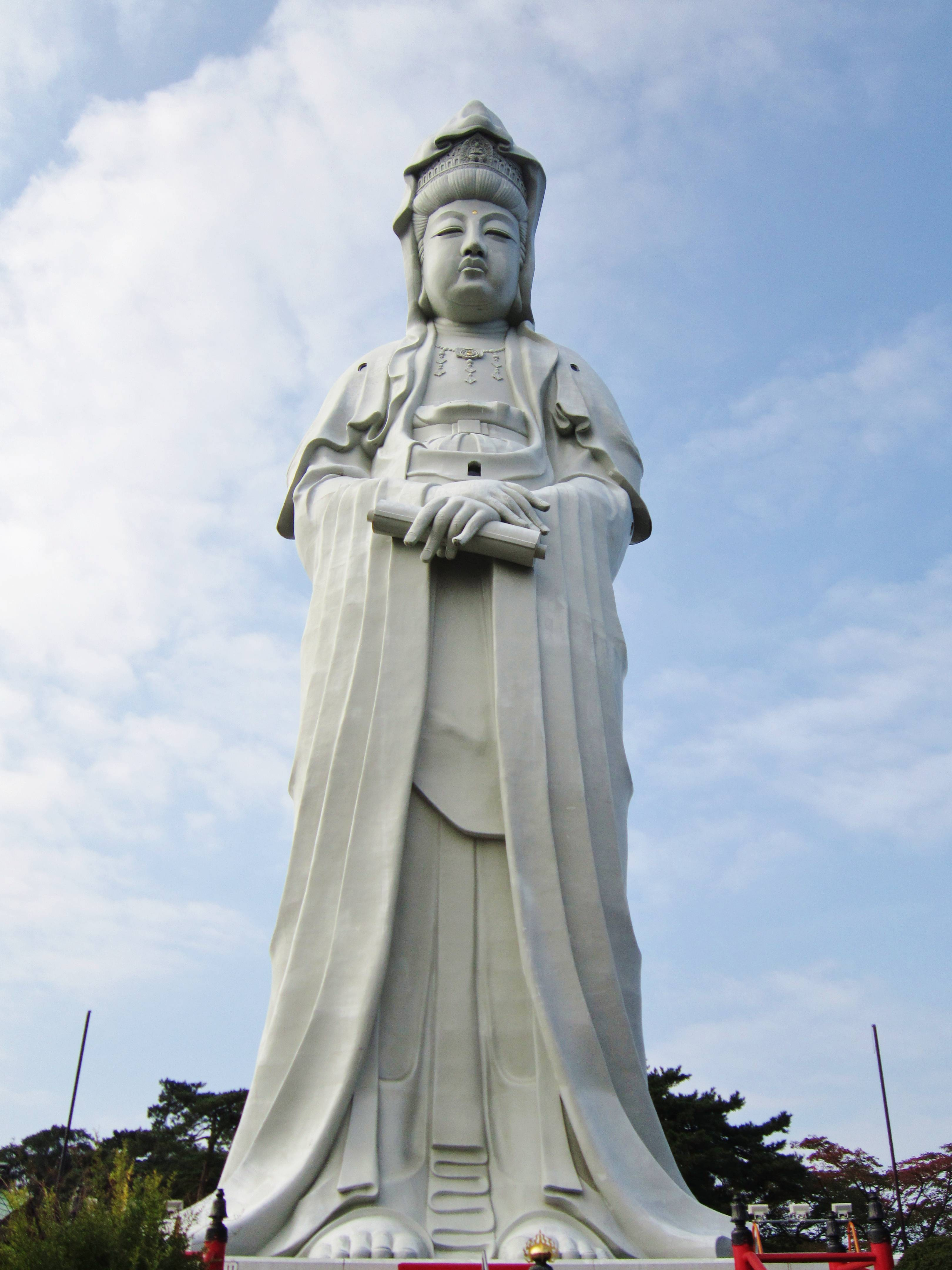
正面
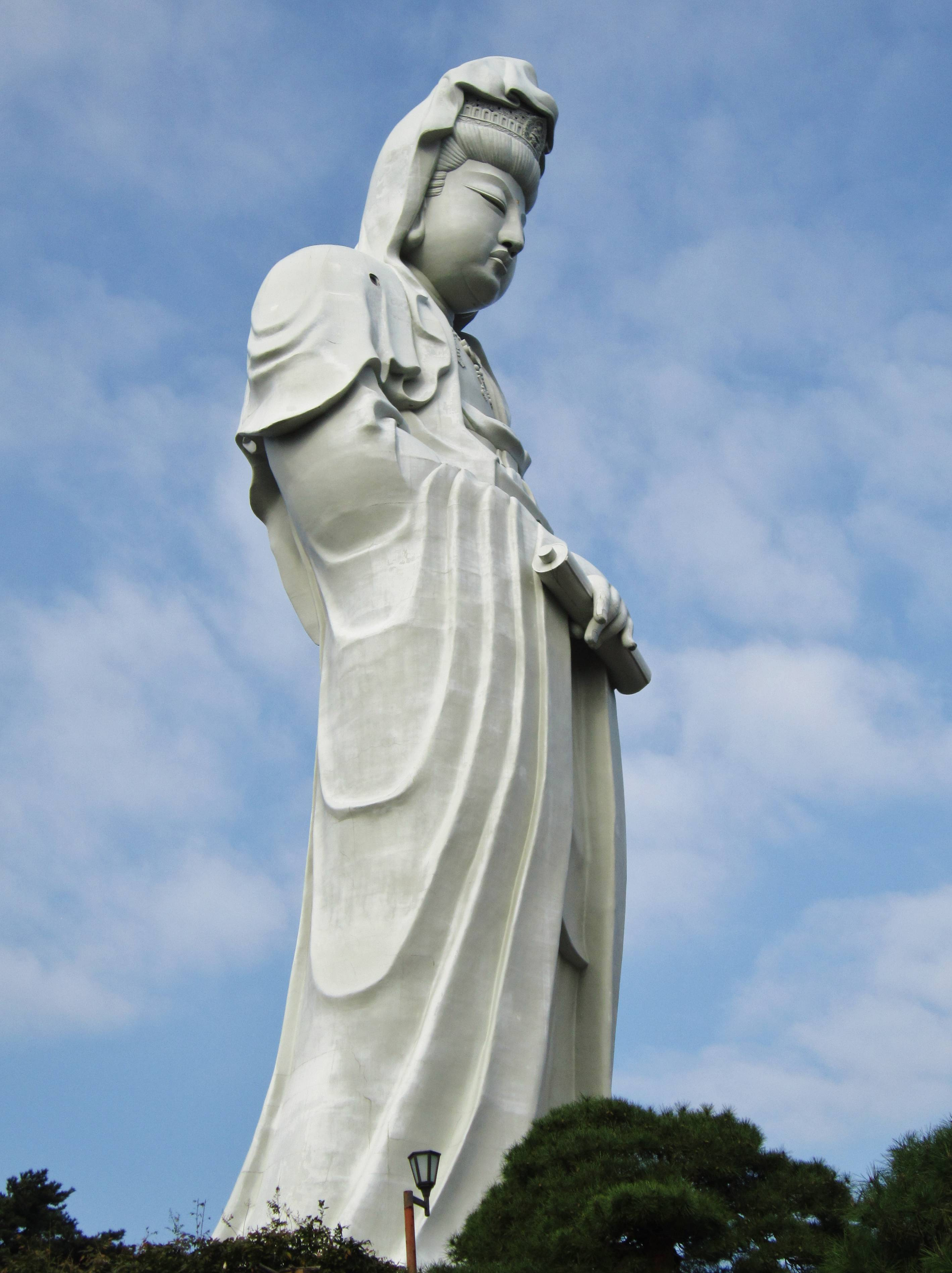
側面
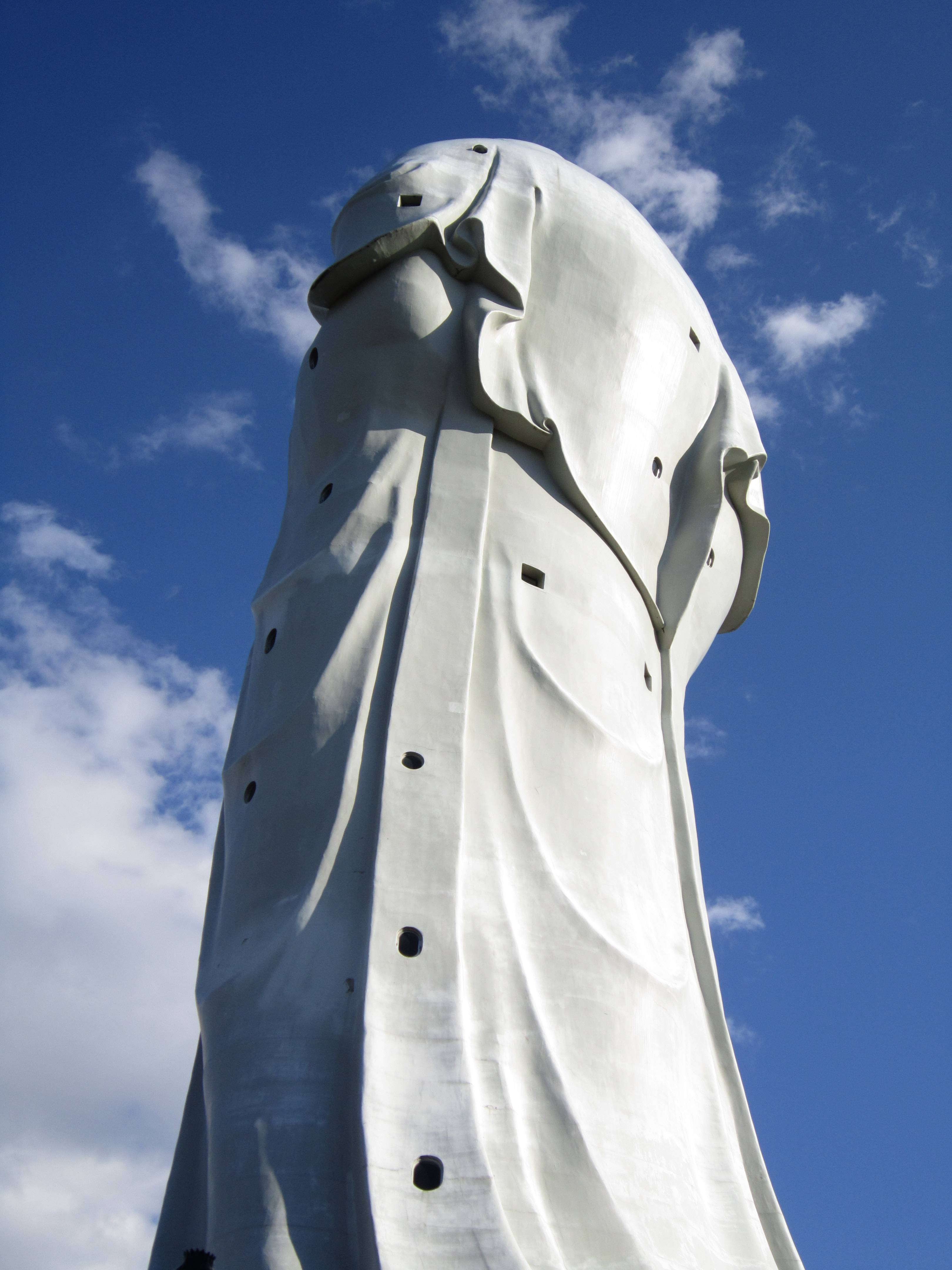
背面
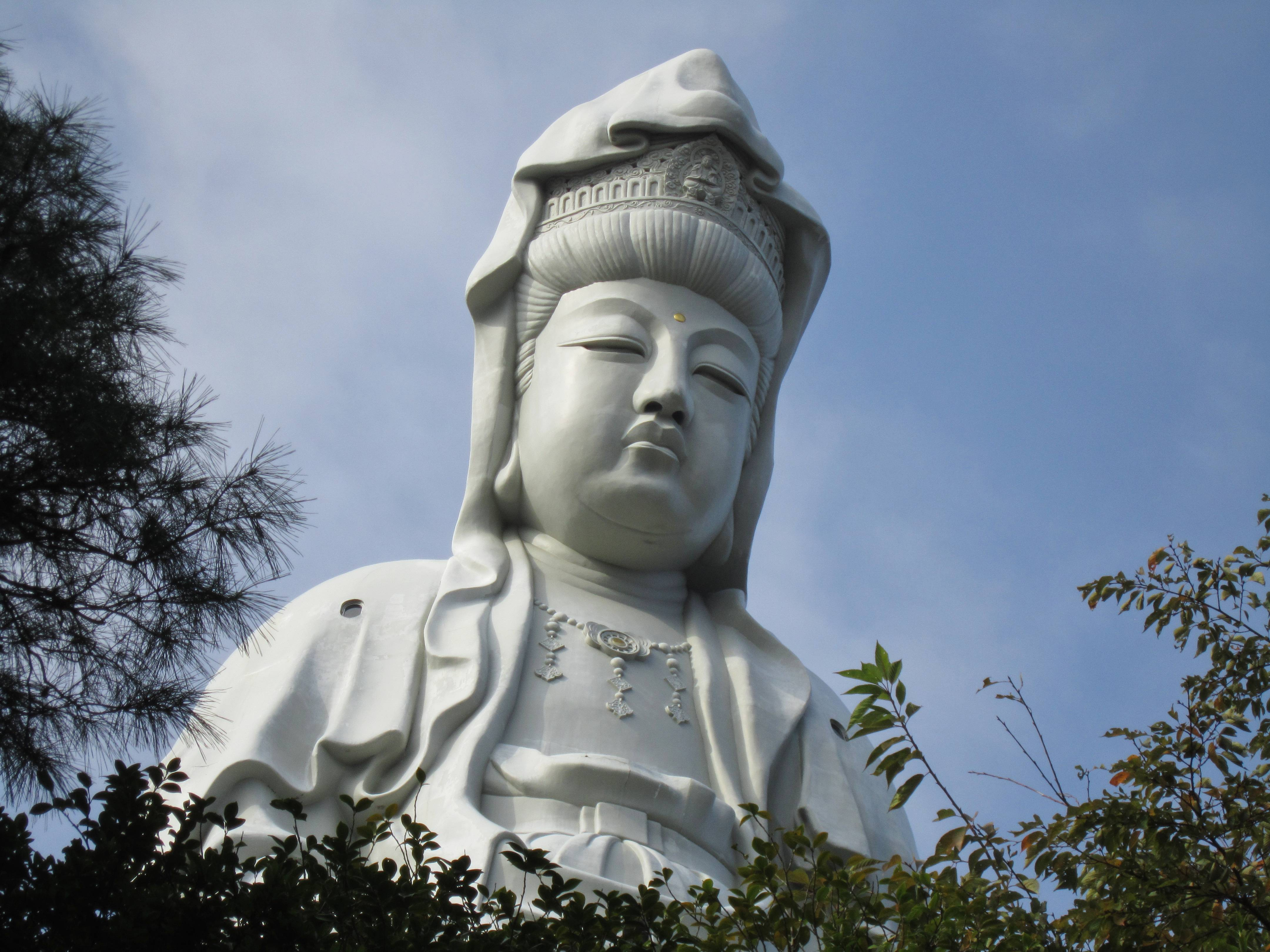
頭部
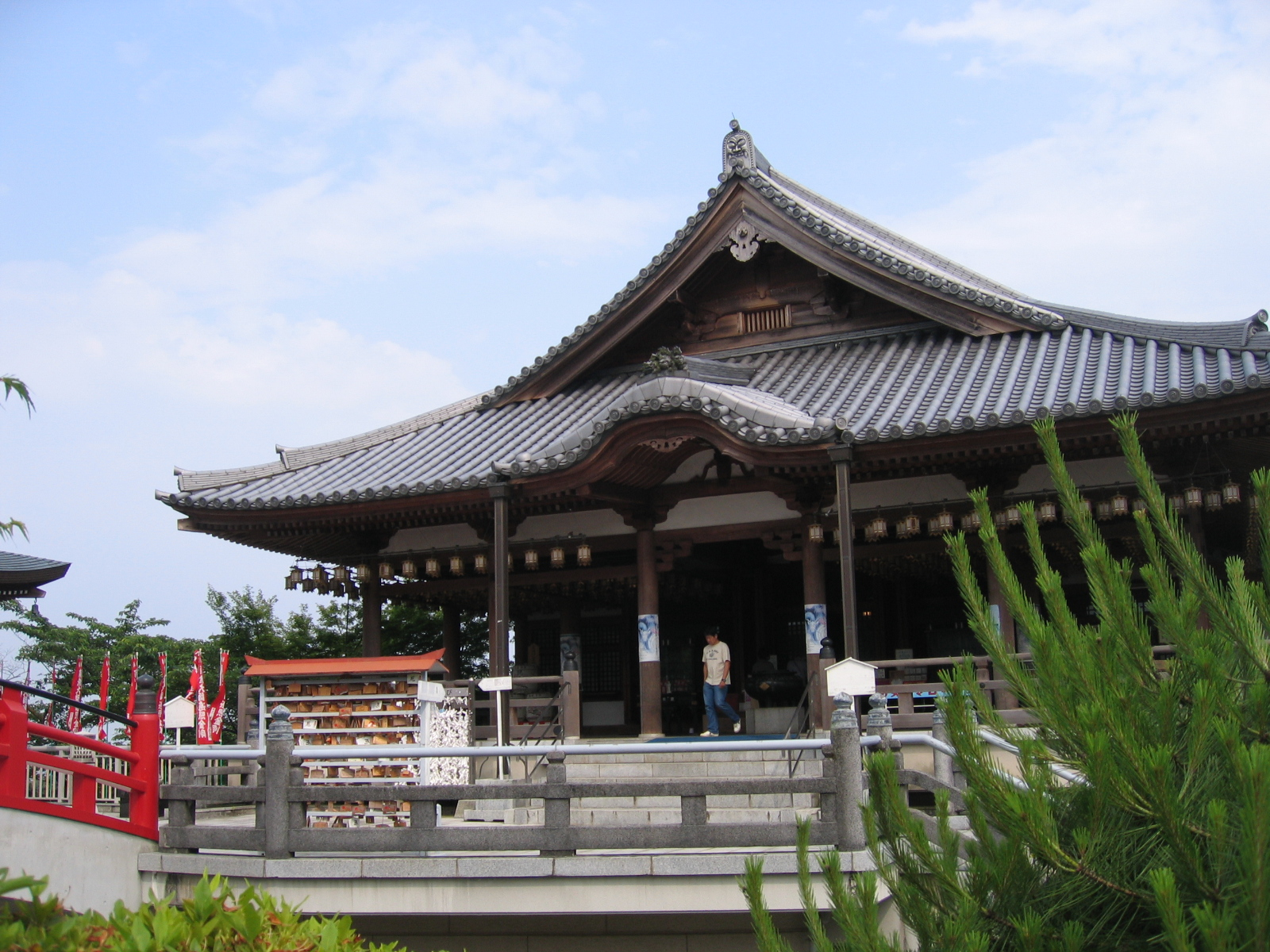
慈眼院
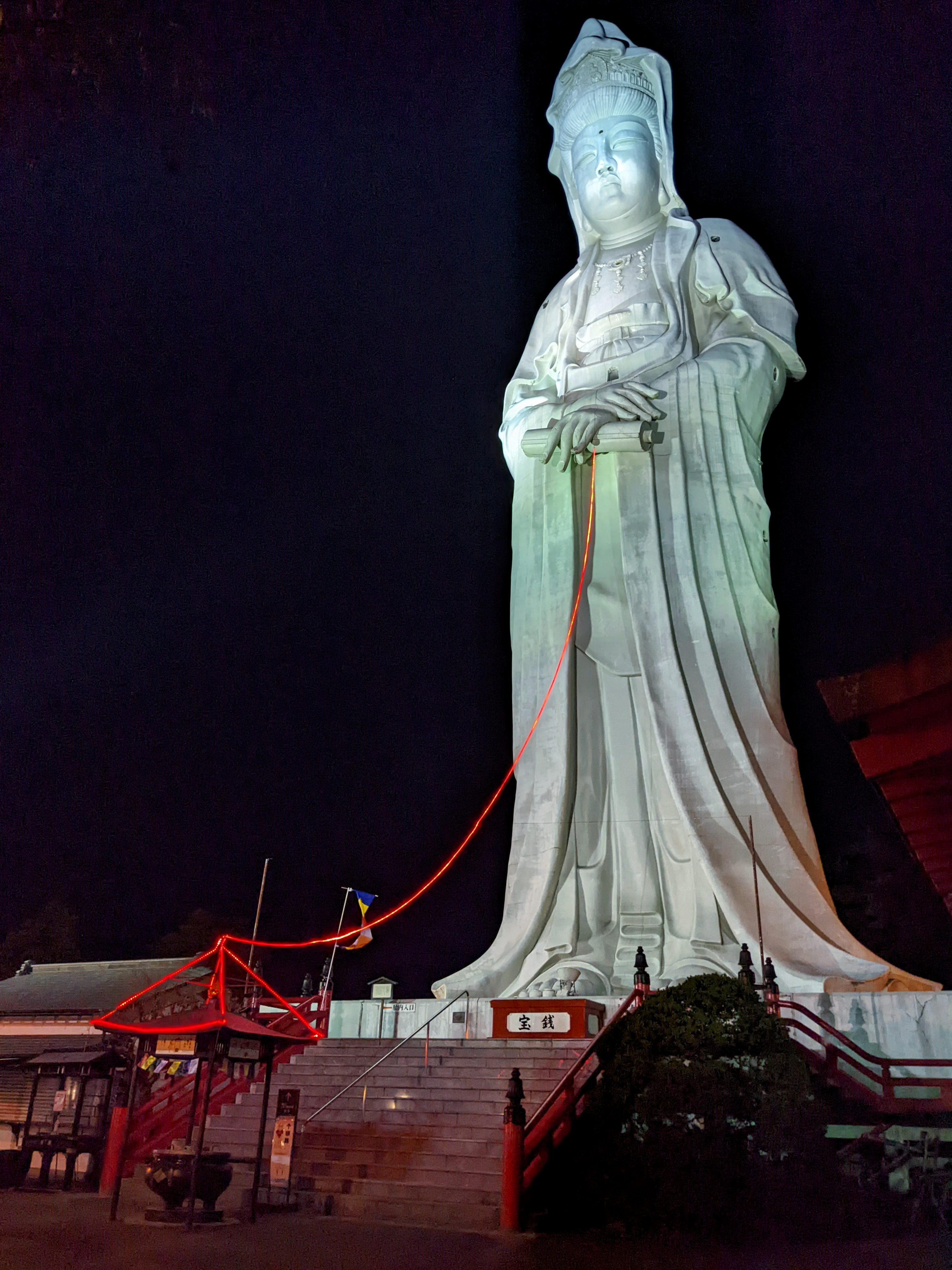
赤い糸祈願祭開催時の様子

## その他
- 高崎観音を中心として、遊園地「カッパピア」などが整備された。「カッパピア」は2003年に閉園し[7]、跡地は観音山公園となっている[8]。
- 近隣に染料植物園や洞窟観音などがあり、自然歩道が整備されている[9]。
- 1962年に公開された映画『キングコング対ゴジラ』では、ゴジラが高崎観音と対峙するシーンが撮影されているが、本編ではカットされた[要出典]。
- 2011年より毎年バレンタインデーからホワイトデーまでの１カ月間、地元のNPO法人たかさきネットワークのよって恋愛成就を祈る「赤い糸祈願祭」が行われている[6]。高崎観音には「カップルで参拝すると別れる」という都市伝説があったため、この風評の払拭とまちの活性化のために運命の赤い糸の伝説にちなんで開催されている。期間中は観音像の小指から約30mの赤い糸が垂らされ、糸の端を自分の小指に結んで祈願を行う[10]。2022年からはLEDを内蔵したロープが使用されている[11]。
- 現在の慈眼院の場所は、高崎観音の建立当初から慈眼院の移築に至るまで、井上保三郎の友人の営む土産・休憩所が設置されていた。慈眼院の移築に伴い、参道を下った場所に移動して営業を続けている[12]。